# Dialetto di Ocrida
Il dialetto di Ocrida (macedone, Охридски дијалект, Ohridski dijalekt) è un membro del sottogruppo occidentale e nord-occidentale dei dialetti della lingua macedone.
Il dialetto è parlato nella regione intorno alla città di Ohrid fino al punto meridionale del lago di Ocrida.
Il dialetto è conosciuto tra i macedoni come un dialetto con un eccessivo uso del suffisso -t e in una certa misura nell'abbreviazione delle parole.
Il dialetto di Ocrida fa anche parte della letteratura macedone, specialmente con le opere di Grigor Prličev con la sua biografia, Skenderbeg e Serdarot.
il dialetto di Ocrida è simile al dialetto Struga e il dialetto dell'alto Prespa.